# Тапіо Сіпіля
Тапіо Сіпіля (фін. Tapio Sipilä; нар. 26 листопада 1958, Кіймінкі, нині частина міста Оулу, Північна Пог'янмаа) — фінський борець греко-римського стилю, чемпіон та дворазовий срібний призер чемпіонатів світу, чотириразовий бронзовий призер чемпіонатів Європи, срібний та бронзовий призер Олімпійських ігор.

## Життєпис
Разом із Йоуко Саломякі, Тапіо Сіпіля був найтитулованішим фінським борцем у 1980-х роках. Він виграв срібло Олімпійських ігор у 1984 році та бронзу в 1988 році. Він був чемпіоном світу 1983 року, а також срібло в 1981 та 1986 роках. На чемпіонатах Європи Сіпіля здобув чотири бронзові медалі в 1980, 1981, 1983 та 1987 роках. Сіпіля також вигравав титули чемпіона Північних країн у 1979, 1981 та 1984 роках та титули чемпіона Фінляндії в 1976, 1980, 1982, 1983 та 1986 роках.
У 1984 році Сіпіля мав реальний шанс стати олімпійським чемпіоном. На той момент він був діючим чемпіоном світу, до того ж ігри у США бойкотували багато сильних борців з Радянського Союзу та його сателітів. Легко здобувши п'ять перемог у п'яти сутичках у групі, фінський спортсмен вийшов до фіналу, де його чекала зустріч з югославом Владо Лісьяком, який до того не мав жодної медалі на дорослому рівні ні, на чемпіонатах світу, ні на чемпіонатах Європи. Сіпіля вважався безумовним фаворитом, але на 57 секунді зустрічі югославський спортсмен шокував усіх, тушувавши фінського чемпіона. Медаль на Олімпіаді так і залишилася для Лісьяка єдиною на престижних міжнародних змаганнях на дорослому рівні.
Тапіо Сіпіля завершив спортивну кар'єру в 1989 році, а згодом почав працювати тренером з боротьби.

## Спортивні результати на міжнародних змаганнях

### Виступи на Олімпіадах
| Змагання                    | Збірна    | Вагова категорія                 | Місце                      |
| --------------------------- | --------- | -------------------------------- | -------------------------- |
| Літні Олімпійські ігри 1980 | Фінляндія | греко-римська боротьба, до 68 кг | вибув після другого раунду |
| Літні Олімпійські ігри 1984 | Фінляндія | греко-римська боротьба, до 68 кг | Срібло                     |
| Літні Олімпійські ігри 1988 | Фінляндія | греко-римська боротьба, до 68 кг | Бронза                     |

### Виступи на Чемпіонатах світу
| Змагання                        | Збірна    | Вагова категорія                 | Місце  |
| ------------------------------- | --------- | -------------------------------- | ------ |
| Чемпіонат світу з боротьби 1981 | Фінляндія | греко-римська боротьба, до 68 кг | Срібло |
| Чемпіонат світу з боротьби 1982 | Фінляндія | греко-римська боротьба, до 68 кг | 5      |
| Чемпіонат світу з боротьби 1983 | Фінляндія | греко-римська боротьба, до 68 кг | Золото |
| Чемпіонат світу з боротьби 1986 | Фінляндія | греко-римська боротьба, до 68 кг | Срібло |

### Виступи на Чемпіонатах Європи
| Змагання                         | Збірна    | Вагова категорія                 | Місце  |
| -------------------------------- | --------- | -------------------------------- | ------ |
| Чемпіонат Європи з боротьби 1980 | Фінляндія | греко-римська боротьба, до 68 кг | Бронза |
| Чемпіонат Європи з боротьби 1981 | Фінляндія | греко-римська боротьба, до 68 кг | Бронза |
| Чемпіонат Європи з боротьби 1983 | Фінляндія | греко-римська боротьба, до 68 кг | Бронза |
| Чемпіонат Європи з боротьби 1986 | Фінляндія | греко-римська боротьба, до 68 кг | 6      |
| Чемпіонат Європи з боротьби 1987 | Фінляндія | греко-римська боротьба, до 68 кг | Бронза |
| Чемпіонат Європи з боротьби 1988 | Фінляндія | греко-римська боротьба, до 68 кг | 4      |

### Виступи на Північних чемпіонатах
| Змагання                            | Збірна    | Вагова категорія                 | Місце  |
| ----------------------------------- | --------- | -------------------------------- | ------ |
| Північний чемпіонат з боротьби 1976 | Фінляндія | греко-римська боротьба, до 68 кг | Бронза |
| Північний чемпіонат з боротьби 1978 | Фінляндія | греко-римська боротьба, до 68 кг | Срібло |
| Північний чемпіонат з боротьби 1979 | Фінляндія | греко-римська боротьба, до 68 кг | Золото |
| Північний чемпіонат з боротьби 1980 | Фінляндія | греко-римська боротьба, до 74 кг | Срібло |
| Північний чемпіонат з боротьби 1981 | Фінляндія | греко-римська боротьба, до 74 кг | Золото |
| Північний чемпіонат з боротьби 1983 | Фінляндія | греко-римська боротьба, до 74 кг | Срібло |
| Північний чемпіонат з боротьби 1984 | Фінляндія | греко-римська боротьба, до 68 кг | Золото |
| Північний чемпіонат з боротьби 1986 | Фінляндія | греко-римська боротьба, до 68 кг | Срібло |
| Північний чемпіонат з боротьби 1987 | Фінляндія | греко-римська боротьба, до 74 кг | Срібло |

### Виступи на інших змаганнях
| Змагання                             | Збірна    | Вагова категорія                 | Місце  |
| ------------------------------------ | --------- | -------------------------------- | ------ |
| Суперчемпіонат світу з боротьби 1985 | Фінляндія | греко-римська боротьба, до 68 кг | Срібло |

### Виступи на змаганнях молодших вікових груп
| Змагання                                          | Збірна    | Вагова категорія                 | Місце  |
| ------------------------------------------------- | --------- | -------------------------------- | ------ |
| Північний чемпіонат з боротьби серед юніорів 1975 | Фінляндія | греко-римська боротьба, до 74 кг | Срібло |
| Північний чемпіонат з боротьби серед юніорів 1975 | Фінляндія | греко-римська боротьба, до 68 кг | Срібло |
| Північний чемпіонат з боротьби серед юніорів 1976 | Фінляндія | греко-римська боротьба, до 68 кг | Золото |
| Північний чемпіонат з боротьби серед юніорів 1978 | Фінляндія | греко-римська боротьба, до 68 кг | Золото |
| Чемпіонат Європи з боротьби серед молоді 1976     | Фінляндія | греко-римська боротьба, до 68 кг | 4      |
| Чемпіонат Європи з боротьби серед молоді 1978     | Фінляндія | греко-римська боротьба, до 68 кг | 4      |